# 118.º Congreso de los Estados Unidos
El 118.º Congreso de los Estados Unidos (en inglés: 118th United States Congress) fue una reunión del poder legislativo de los Estados Unidos. Estuvo programado para reunirse en Washington D. C. entre el 3 de enero de 2023 y el 3 de enero de 2025, durante los últimos dos años de la presidencia de Joe Biden. Su composición se definió en las elecciones legislativas de 2022, en las que el Partido Republicano ganó la mayoría de la Cámara de Representantes y los demócratas retuvieron el control del Senado.
El 3 de enero de 2023, el primer día del 118.º Congreso, la senadora Patty Murray de Washington fue elegida como presidenta pro tempore del Senado, convirtiéndose en la primera mujer en ocupar el puesto. El republicano Kevin McCarthy, de California, fue elegido como presidente de la Cámara de Representantes el 7 de enero, después de 15 votaciones, ya que ningún candidato logró obtener la mayoría de los votos en las primeras rondas. Fue la primera elección que tuvo que pasar por varias rondas desde 1923.
Luego de las elecciones de 2022, la entonces presidenta de la Cámara, Nancy Pelosi, anunció su retiro del liderazgo demócrata a principios de este congreso. El representante por Nueva York, Hakeem Jeffries, fue elegido para sucederla, convirtiéndose en la primera persona de color en liderar un partido dentro del Congreso. El republicano Mitch McConnell, de Kentucky, se convirtió en el líder del Senado con más años de servicio, al dirigir a los republicanos desde 2007. Se lo considera el congreso más «diverso en cuanto a lo racial y étnico», habiendo un número récord de mujeres y de personas de color. Hasta la elección de la demócrata Becca Balint a la Cámara de Representantes, Vermont era el único estado que no había delegado a una mujer al Congreso. El también demócrata Maxwell Frost es el primer miembro de la Cámara perteneciente a la generación Z, así como también el representante más joven de este congreso.

## Acontecimientos importantes

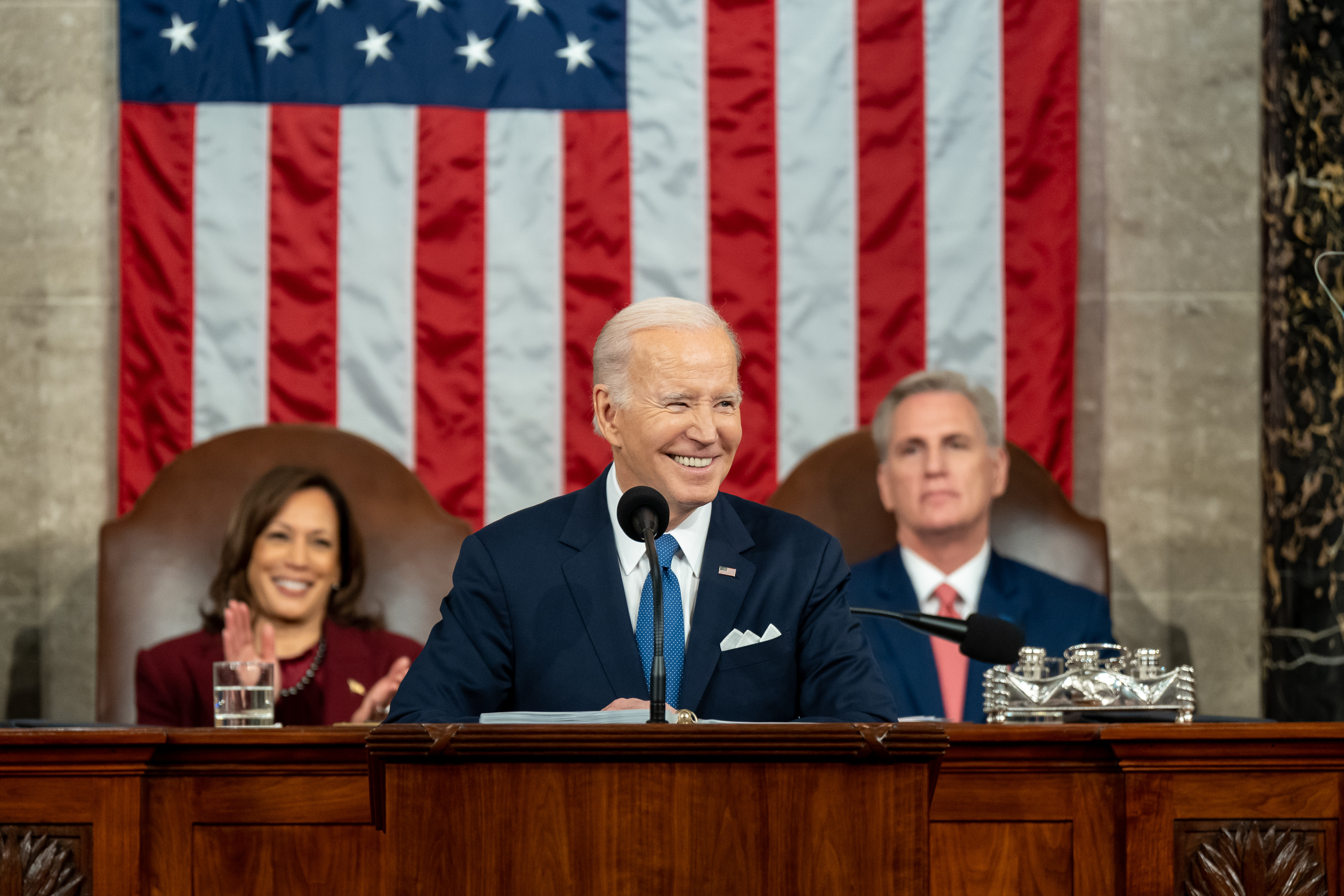
Biden durante su segundo discurso del estado de la Unión

- 3 de enero de 2023: comienza oficialmente el 118.º Congreso.
- 3 al 7 de enero de 2023: elección del presidente de la Cámara de Representantes. Por primera vez desde 1923, la elección se decidió a través de varias votaciones ya que ningún candidato lograba alcanzar el umbral de votos.[4]
- 7 de enero de 2023: el republicano Kevin McCarthy es elegido presidente de la Cámara de Representantes luego de que algunos de sus opositores se abstuvieran en la última votación, bajando el umbral de votos necesarios para ganar de 217 a 215.[5]
- 24 de enero de 2023: McCarthy rechaza los nombramientos de los representantes Adam Schiff y Eric Swalwell, ambos de California, al Comité de Inteligencia de la Cámara de Representantes.[6]
- 31 de enero de 2023: el representante George Santos (R-NY) renuncia a sus asignaciones de comité.[7]
- 2 de febrero de 2023: la Cámara vota a favor de remover a Ilhan Omar (D-MN) del Comité de Asuntos Exteriores.[8] (H. Res. 76)
- 7 de febrero de 2023: discurso del estado de la Unión de 2023.[9]
- 7 de marzo de 2023: por primera vez en tres años, y con la asunción de la representante Jennifer McClellan, la Cámara de Representantes cuenta con todos los escaños ocupados y sin vacantes.[10]
- 27 de abril de 2023: el presidente de Corea del Sur, Yoon Suk-yeol, ofrece un discurso ante una sesión conjunta del Congreso.[11]

## Composición por partido

### Senado
| Fecha                    | Partido (el sombreado indica mayoría) | Partido (el sombreado indica mayoría) | Partido (el sombreado indica mayoría) | Total | Vacantes | Notas |
| ------------------------ | ------------------------------------- | ------------------------------------- | ------------------------------------- | ----- | -------- | ----- |
| Fecha                    |                                       |                                       |                                       | Total | Vacantes | Notas |
| Fecha                    | Demócrata                             | Independiente                         | Republicano                           | Total | Vacantes | Notas |
| Final del 117.º Congreso | 48                                    | 2                                     | 50                                    | 100   | 0        | -     |
|                          |                                       |                                       |                                       |       |          |       |
| 3 de enero de 2023       | 48                                    | 3                                     | 49                                    | 100   | 0        | -     |
| 8 de enero de 2023       | 48                                    | 3                                     | 48                                    | 99    | 1        | [ b ] |
| 23 de enero de 2023      | 48                                    | 3                                     | 49                                    | 100   | 0        | [ b ] |

### Cámara de Representantes
| Fecha                    | Partido (el sombreado indica mayoría) | Partido (el sombreado indica mayoría) | Total | Vacantes | Notas |
| ------------------------ | ------------------------------------- | ------------------------------------- | ----- | -------- | ----- |
| Fecha                    |                                       |                                       | Total | Vacantes | Notas |
| Fecha                    | Demócrata                             | Republicano                           | Total | Vacantes | Notas |
| 118.° Congreso           | 212                                   | 221                                   | 433   | 2        |       |
| Final del 117.º Congreso | 216                                   | 213                                   | 429   | 6        | -     |
|                          |                                       |                                       |       |          |       |
| 3 de enero de 2023       | 212                                   | 222                                   | 434   | 1        | [ c ] |
| 7 de marzo de 2023       | 213                                   | 222                                   | 435   | 0        | [ c ] |
| 1 de junio de 2023       | 212                                   | 222                                   | 434   | 1        | [ d ] |
|                          |                                       |                                       |       |          |       |
| Delegados                | 3                                     | 3                                     | 6     | 0        | -     |

## Liderazgo
En ambas cámaras, los demócratas se refieren a ellos como un «Caucus»; los republicanos como una «Conferencia».

### Senado
- Presidenta: Kamala Harris (D)

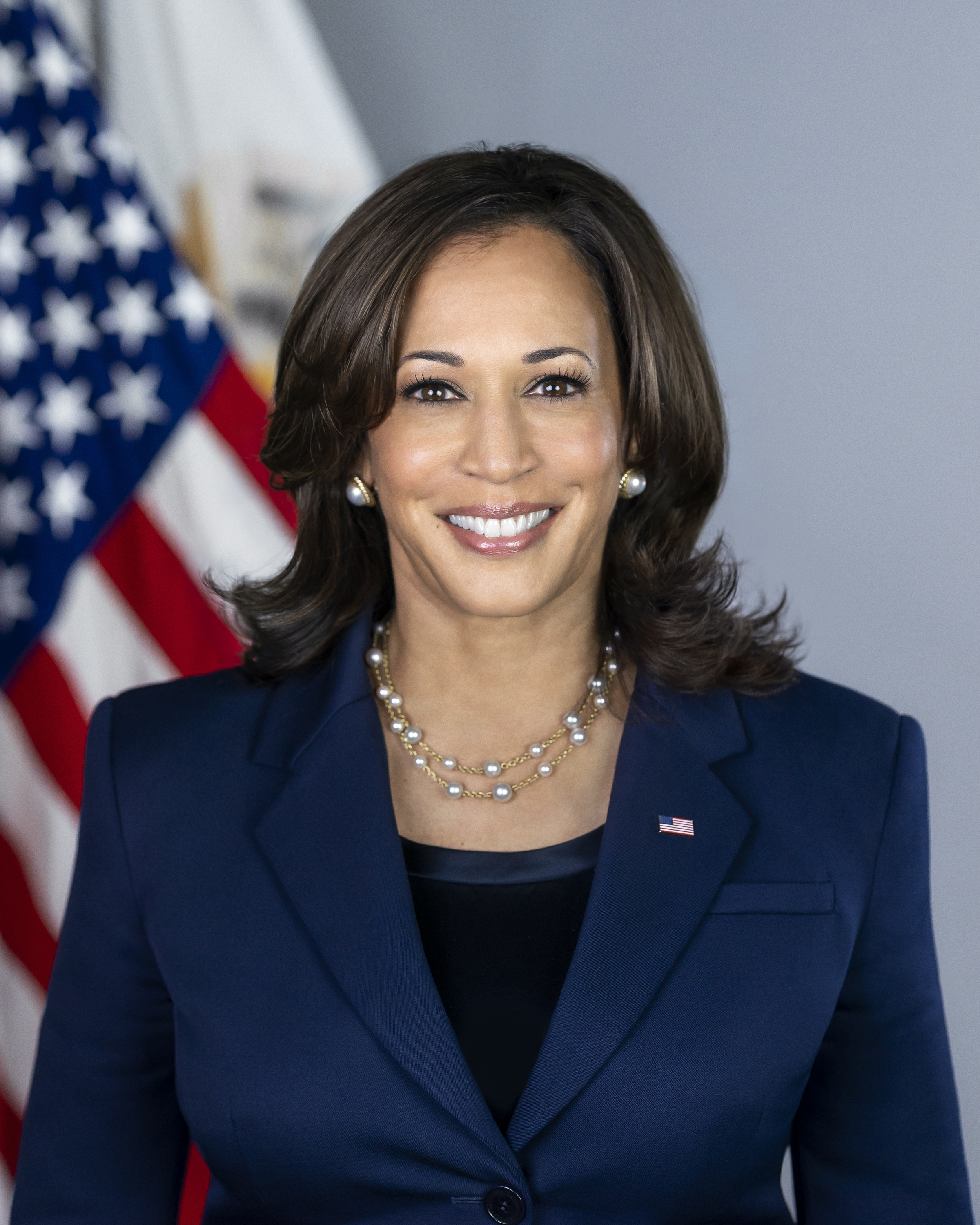
Kamala Harris, presidenta del Senado

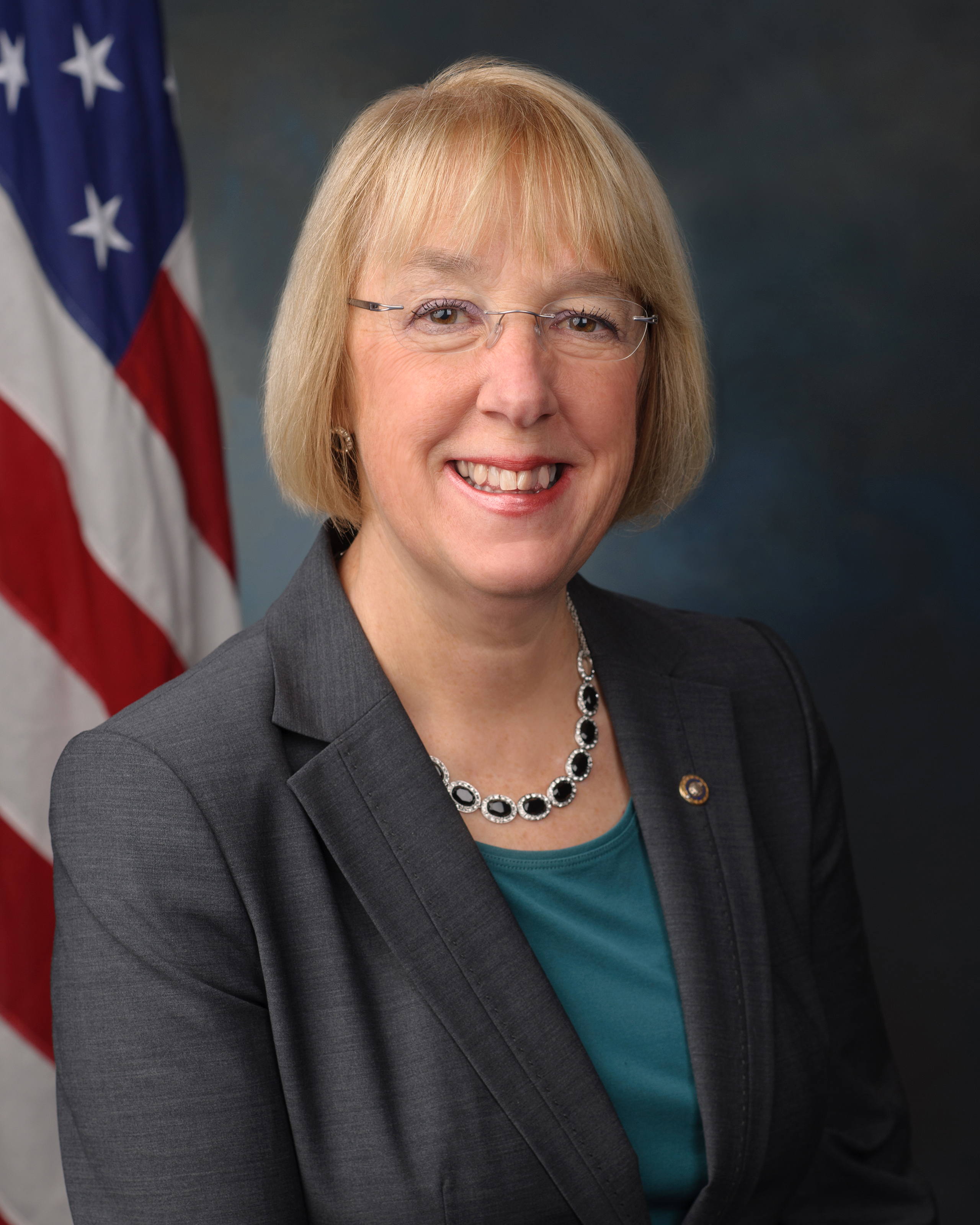
Patty Murray, presidenta pro tempore del Senado

- Presidenta pro tempore: Patty Murray (D-WA)[17]

#### Liderazgo demócrata (mayoría)
Fuente: CNN 
- Líder de la mayoría: Chuck Schumer (NY) (presidente del Caucus)
- Líder adjunto de la mayoría: Dick Durbin (IL)
- Presidenta del Comité de Política y Comunicaciones: Debbie Stabenow (MI)
- Presidenta del Comité Directivo: Amy Klobuchar (MN)
- Presidente del Comité de Alcance: Bernie Sanders (VT)
- Vicepresidentes del Caucus: Elizabeth Warren (MA) y Mark Warner (VA)
- Vicepresidentes del Comité de Política y Comunicaciones: Joe Manchin (WV) y Cory Booker (NJ)
- Secretaria del Caucus: Tammy Baldwin (WI)
- Vicepresidenta del Comité de Alcance: Catherine Cortez Masto (NV)
- Secretario adjunto del Caucus: Brian Schatz (HI)

#### Liderazgo republicano (minoría)
Fuente: PBS NewsHour 
- Líder de la minoría: Mitch McConnell (KY)
- Líder adjunto de la minoría: John Thune (SD)
- Presidente de la Conferencia: John Barrasso (WY)
- Presidenta del Comité de Política: Joni Ernst (IA)
- Vicepresidenta de la Conferencia: Shelley Moore Capito (WV)
- Presidente del Comité de Campaña: Steve Daines (MT)

### Cámara de Representantes

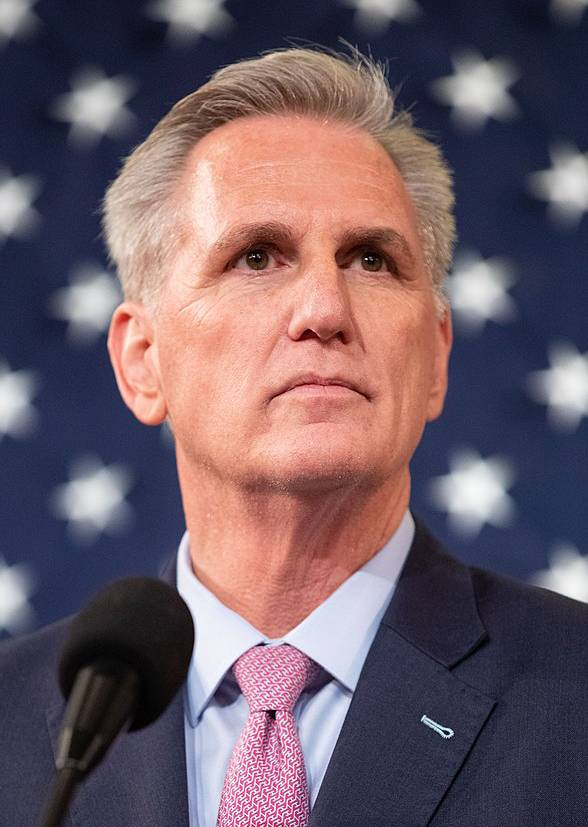
Kevin McCarthy, presidente de la Cámara hasta el.

- Presidente: Kevin McCarthy (R) (CA-20) (hasta el 3 de octubre de 2023)[5][20]
  - Patrick McHenry (R) (NC-10) (interino entre el 3 y el 25 de octubre de 2023)[20]
    - Mike Johnson (R) (LA-04) (a partir del 25 de octubre de 2023)[21]

#### Liderazgo republicano (mayoría)
- Líder de la mayoría: Steve Scalise (LA-01)[22]
- Líder adjunto de la mayoría: Tom Emmer (MN-06)[23]
- Presidenta de la Conferencia: Elise Stefanik (NY-21)[24]
- Vicepresidente de la Conferencia: Mike Johnson (LA-04)[25]
- Secretaria de la Conferencia: Lisa McClain (MI-09)[26]
- Presidente del Comité de Campaña: Richard Hudson (NC-09)[27]

#### Liderazgo demócrata (minoría)
- Líder de la minoría: Hakeem Jeffries (NY-08)[28]
- Líder adjunta de la minoría: Katherine Clark (MA-05)[29]
- Presidente del Caucus: Pete Aguilar (CA-33)[30]
- Vicepresidente del Caucus: Ted Lieu (CA-36)[31]
- Asistente del líder: Jim Clyburn (SC-06)[32]
- Presidenta del Comité de Campaña: Suzan DelBene (WA-01)[33]
- Presidente del Comité de Política y Comunicaciones: Joe Neguse (CO-02)[32]
- Vicepresidentes del Comité de Política y Comunicaciones: Veronica Escobar (TX-16), Lauren Underwood (IL-04) y Dean Phillips (MN-03)[32]

## Demografía
Según el Pew Research Center, el 118.º Congreso cuenta con 60 personas de color, 54 hispanos, 18 asiático-estadounidenses y cinco nativos americanos, de los cuales el 80 % pertenece al Partido Demócrata, y el 20 % restante al Republicano. También indica que existe una brecha entre lo que es la población y la representación en el Congreso; por ejemplo, los blancos no hispanos comprenden el 59 % de la población de Estados Unidos, pero la cantidad de congresistas de este grupo asciende al 75 %. Lo mismo pasa con las mujeres, cuya representación alcanza el 28 % frente al 51. Por otro lado, el 13 % de los miembros de la Cámara de Representantes son personas de color, cifra que se asemeja al 12,1 % de la población del país. Se lo considera el congreso más diverso en cuanto a lo racial y étnico.
El 118.º Congreso consta de 469 cristianos (303 protestantes, 148 católicos, nueve mormones, ocho ortodoxos cristianos y un judío mesiánico), 34 judíos, tres musulmanes, tres unitarios universalistas, dos budistas, dos hindúes, un humanista y una persona sin afiliación religiosa. Se desconoce la religión de 20 congresistas. El número de cristianos es el más bajo desde el 111.º Congreso (2009-2011). Los protestantes cuentan con una cantidad récord de miembros desde el 115.º (2015-2017), mientras que los católicos tienen diez escaños menos que en el congreso anterior, y abarcan el 28 % de los miembros del Congreso. La mayoría de los miembros de primer año (aquellos que asumieron por primera vez el cargo en este congreso) son cristianos; el resto se identifica como judío o prefirió no especificar su religión. Ciento cincuenta y tres congresistas son mujeres: 128 representantes (un número récord, y que incluye a las delegadas sin derecho a voto) y 25 senadoras (la misma cantidad que en el 116.º Congreso). Hasta la elección de Becca Balint a la Cámara de Representantes, Vermont era el único estado que no había tenido a una mujer en el Congreso. Ciento nueve congresistas mujeres son demócratas, mientras que 44 son republicanas. La senadora Patty Murray, demócrata por Washington, se convirtió en la primera mujer en ocupar el cargo de presidente pro tempore del Senado.
Trece congresistas se identifican como miembros de la comunidad LGBT: Tammy Baldwin, senadora por Wisconsin, se identifica como lesbiana, y Kyrsten Sinema, senadora por Arizona, abiertamente homosexual; ocho representantes se identifican como homosexuales, mientras que otras tres como lesbianas. Todos son demócratas a excepción del republicano por Nueva York, George Santos, quien fue elegido recientemente en las elecciones de 2022. Ochenta miembros de la Cámara de Representantes (62 republicanos y 18 demócratas) y 17 senadores (diez republicanos y siete demócratas) tienen experiencia militar. Treinta y seis representantes sirvieron en el Ejército o en la Guardia Nacional, 22 en la Armada, 13 en la Fuerza Aérea y once en el Cuerpo de Marines (dos representantes formaron parte de dos ramas distintas). Siete senadores estuvieron en el Ejército, cinco en la Armada, cuatro en el Cuerpo de Marines y dos en la Fuerza Aérea (el senador Todd Young, de Indiana, formó parte tanto de la Armada como del Cuerpo de Marines).

## Miembros

### Senado
El número que precede el nombre de cada senador indica su clase. Aquellos que tengan un uno delante, pertenecen a la clase I, y así sucesivamente. Los senadores que pertenecen a dicha clase fueron sometidos a elección en 2018 y lo serán nuevamente en 2024. Los de clase II, fueron elegidos recientemente en 2020 y los de clase III lo fueron en 2016, siendo esta última la que se eligió en las elecciones de 2022.
| - 2. Tommy Tuberville (R) - 3. Katie Britt (R) - 2. Dan Sullivan (R) - 3. Lisa Murkowski (R) - 1. Kyrsten Sinema (I) - 3. Mark Kelly (D) - 2. Tom Cotton (R) - 3. John Boozman (R) - 1. Dianne Feinstein (D) (hasta el 28 de septiembre de 2023) - 3. Alex Padilla (D) - 2. Thom Tillis (R) - 3. Ted Budd (R) - 2. Lindsey Graham (R) - 3. Tim Scott (R) - 2. John Hickenlooper (D) - 3. Michael Bennet (D) - 1. Chris Murphy (D) - 3. Richard Blumenthal (D) - 1. Kevin Cramer (R) - 3. John Hoeven (R) - 2. Mike Rounds (R) - 3. John Thune (R) - 1. Tom Carper (D) - 2. Chris Coons (D) - 1. Rick Scott (R) - 3. Marco Rubio (R) - 2. Jon Ossoff (D) - 3. Raphael Warnock (D) - 1. Mazie Hirono (D) - 3. Brian Schatz (D) - 2. Jim Risch (R) - 3. Mike Crapo (R) - 2. Dick Durbin (D) - 3. Tammy Duckworth (D) - 1. Mike Braun (R) - 3. Todd Young (R) - 2. Joni Ernst (R) - 3. Chuck Grassley (R) - 2. Roger Marshall (R) - 3. Jerry Moran (R) - 2. Mitch McConnell (R) - 3. Rand Paul (R) - 2. Bill Cassidy (R) - 3. John N. Kennedy (R) - 1. Angus King (I) - 2. Susan Collins (R) - 1. Ben Cardin (D) - 3. Chris Van Hollen (D) - 1. Elizabeth Warren (D) - 2. Ed Markey (D) | - 1. Debbie Stabenow (D) - 2. Gary Peters (D) - 1. Amy Klobuchar (DFL) - 2. Tina Smith (DFL) - 1. Roger Wicker (R) - 2. Cindy Hyde-Smith (R) - 1. Josh Hawley (R) - 3. Eric Schmitt (R) - 1. Jon Tester (D) - 2. Steve Daines (R) - 1. Deb Fischer (R) - 2. Ben Sasse (R) (hasta el 8 de enero de 2023) - Pete Ricketts (R) (a partir del 23 de enero de 2023) - 1. Jacky Rosen (D) - 3. Catherine Cortez Masto (D) - 1. Bob Menendez (D) - 2. Cory Booker (D) - 1. Kirsten Gillibrand (D) - 3. Chuck Schumer (D) - 2. Jeanne Shaheen (D) - 3. Maggie Hassan (D) - 1. Martin Heinrich (D) - 2. Ben Ray Luján (D) - 1. Sherrod Brown (D) - 3. J. D. Vance (R) - 2. Markwayne Mullin (R) - 3. James Lankford (R) - 2. Jeff Merkley (D) - 3. Ron Wyden (D) - 1. Bob Casey Jr. (D) - 3. John Fetterman (D) - 1. Sheldon Whitehouse (D) - 2. Jack Reed (D) - 1. Marsha Blackburn (R) - 2. Bill Hagerty (R) - 1. Ted Cruz (R) - 2. John Cornyn (R) - 1. Mitt Romney (R) - 3. Mike Lee (R) - 1. Bernie Sanders (I) - 3. Peter Welch (D) - 1. Tim Kaine (D) - 2. Mark Warner (D) - 1. Joe Manchin (D) - 2. Shelley Moore Capito (R) - 1. Maria Cantwell (D) - 3. Patty Murray (D) - 1. Tammy Baldwin (D) - 3. Ron Johnson (R) - 1. John Barrasso (R) - 2. Cynthia Lummis (R) |  |

#### Wyoming

Senadores por estado y partido

### Cámara de Representantes
El número que precede el nombre de cada representante indica el distrito que representa.

## Cambios en la membresía

### Senado
| Estado             | Vacante por | Motivo | Sucesor       | Inicio              |
| ------------------ | ----------- | --- | ------------- | ------------------- |
| Nebraska (clase 2) | Ben Sasse   | Renunció el 8 de enero de 2023 para convertirse en presidente de la Universidad de Florida. El gobernador de Nebraska, Jim Pillen, designó a su sucesor el 13 de enero. | Pete Ricketts | 23 de enero de 2023 |

### Cámara de Representantes
| Distrito       | Vacante por                               | Motivo | Sucesor            | Inicio             |
| -------------- | ----------------------------------------- | --- | ------------------ | ------------------ |
| Virginia 4     | Donald McEachin (en el congreso anterior) | Falleció el 28 de noviembre de 2022, antes del inicio de este congreso. Una elección especial tuvo lugar el 21 de febrero de 2023.                       | Jennifer McClellan | 7 de marzo de 2023 |
| Rhode Island 1 | David Cicilline                           | Renunció el 1 de junio de 2023 para convertirse en director ejecutivo de la Fundación Rhode Island. La elección especial será el 7 de noviembre de 2023. | Por determinar     | Por determinar     |

## Comités

### Senado
| Nombre                                                  | Presidente              | Miembro de rango          |
| ------------------------------------------------------- | ----------------------- | ------------------------- |
| Agricultura, Nutrición y Silvicultura                   | Debbie Stabenow (MI)    | John Boozman (AR)         |
| Apropiaciones                                           | Patty Murray (WA)       | Susan Collins (ME)        |
| Asuntos Indígenas (selecto permanente)                  | Brian Schatz (HI)       | Lisa Murkowski (AK)*      |
| Asuntos de los Veteranos                                | Jon Tester (MT)         | Jerry Moran (KS)          |
| Banca, Vivienda y Asuntos Urbanos                       | Sherrod Brown (OH)      | Tim Scott (SC)            |
| Comercio, Ciencia y Transporte                          | Maria Cantwell (WA)     | Ted Cruz (TX)             |
| Control Internacional de Narcóticos (caucus permanente) | Sheldon Whitehouse (RI) | Chuck Grassley (IA)*      |
| Energía y Recursos Naturales                            | Joe Manchin (WV)        | John Barrasso (WY)        |
| Envejecimiento (selecto)                                | Bob Casey (PA)          | Mike Braun (IN)           |
| Ética (selecto)                                         | Chris Coons (DE)        | James Lankford (OK)*      |
| Finanzas                                                | Ron Wyden (OR)          | Mike Crapo (ID)           |
| Judicial                                                | Dick Durbin (IL)        | Lindsey Graham (SC)       |
| Comisión de Seguridad y Cooperación en Europa           | Ben Cardin (MD)         | Roger Wicker (MS)         |
| Inteligencia (selecto)                                  | Mark Warner (VA)        | Marco Rubio (FL)*         |
| Medio Ambiente y Obras Públicas                         | Tom Carper (DE)         | Shelley Moore Capito (WV) |
| Pequeñas Empresas y Emprendimiento                      | Ben Cardin (MD)         | Joni Ernst (IA)           |
| Presupuesto                                             | Sheldon Whitehouse (RI) | Chuck Grassley (IA)       |
| Reglas y Administración                                 | Amy Klobuchar (MN)      | Deb Fischer               |
| Relaciones Exteriores                                   | Bob Menendez (NJ)       | Jim Risch (ID)            |
| Salud, Educación, Trabajo y Pensiones                   | Bernie Sanders (I-VT)   | Bill Cassidy (LA)         |
| Seguridad Nacional y Asuntos Gubernamentales            | Gary Peters (MI)        | Rand Paul (KY)            |
| Servicios Armados                                       | Jack Reed (RI)          | Roger Wicker (MS)         |
|                                                         |                         |                           |
| Fuente: Senado de los Estados Unidos                    |                         |                           |

### Cámara de Representantes
| Nombre                            | Presidente              | Miembro de rango        |
| --------------------------------- | ----------------------- | ----------------------- |
| Administración                    | Bryan Steil (WI-01)     | Joe Morelle (NY-25)     |
| Agricultura                       | Glenn Thompson (PA-15)  | David Scott (GA-13)     |
| Apropiaciones                     | Kay Granger (TX-12)     | Rosa DeLauro (CT-03)    |
| Asuntos Exteriores                | Michael McCaul (TX-10)  | Gregory Meeks (NY-05)   |
| Asuntos de los Veteranos          | Mike Bost (IL-12)       | Mark Takano (CA-39)     |
| Ciencia, Espacio y Tecnología     | Frank Lucas (OK-03)     | Zoe Lofgren (CA-18)     |
| Educación y Trabajo               | Virginia Foxx (NC-05)   | Bobby Scott (VA-03)     |
| Energía y Comercio                | Cathy Rodgers (WA-05)   | Frank Pallone (NJ-06)   |
| Ética                             | Michael Guest (MS-03)   | Susan Wild (PA-07)      |
| Inteligencia (selecto permanente) | Mike Turner (OH-10)     | Jim Himes (CT-04)       |
| Judicial                          | Jim Jordan (OH-04)      | Jerry Nadler (NY-12)    |
| Medios y Arbitrios                | Jason Smith (MO-08)     | Richard Neal (MA-01)    |
| Pequeñas Empresas                 | Roger Williams (TX-25)  | Nydia Velázquez (NY-07) |
| Presupuesto                       | Jodey Arrington (TX-19) | Brendan Boyle (PA-02)   |
| Recursos Naturales                | Bruce Westerman (AR-04) | Raúl Grijalva (AZ-07)   |
| Reglas                            | Tom Cole (OK-04)        | Jim McGovern (MA-02)    |
| Seguridad Nacional                | Mark E. Green (TN-07)   | Bennie Thompson (MS-02) |
| Servicios Armados                 | Mike Rogers (AL-03)     | Adam Smith (WA-09)      |
| Servicios Financieros             | Patrick McHenry (NC-10) | Maxine Waters (CA-43)   |
| Supervisión y Reforma             | James Comer (KY-01)     | Jamie Raskin (MD-08)    |
| Transporte e Infraestructura      | Sam Graves (MO-06)      | Rick Larsen (WA-02)     |
|                                   |                         |                         |
| Fuentes: H. Res. 14 y H. Res. 15  |                         |                         |

### Conjuntos
| Nombre     | Miembros | Presidente | Vicepresidente | Miembro de rango | Miembro de rango adjunto | Ref. |
| ---------- | -------- | ---------- | -------------- | ---------------- | ------------------------ | ---- |
| Económico  |          |            |                |                  |                          |      |
| Biblioteca |          |            |                |                  |                          |      |
| Impresión  |          |            |                |                  |                          |      |
| Impuestos  |          |            |                |                  |                          |      |

## Oficiales y funcionarios

### Agencias del poder legislativo
- Arquitecto del Capitolio: Brett Blanton (hasta el 13 de febrero de 2023)[56][57]
  - Chere Rexroat (interina a partir del 13 de febrero de 2023)[57]
- Médico asistente: Brian P. Monahan [58]
- Contralor general: Gene Dodaro [59]
- Director de la Oficina de Presupuesto: Phillip Swagel [60]
- Bibliotecario del Congreso: Carla Hayden [61]
- Director de la Oficina de Publicaciones: Hugh Nathanial Halpern [62]
- Consejero de la Oficina del Asesor Jurídico de Revisión: Ralph V. Seep [63]
- Consejero del Consejo Legislativo de la Cámara: Ernest Wade Ballou Jr.[64]

### Senado
Fuente: Senado de los Estados Unidos 
- Capellán: Barry Black
- Historiadora: Betty Koed [66]
- Parlamentaria: Elizabeth MacDonough
- Secretaria: Sonceria Ann Berry
- Sargento de armas: Karen Gibson
- Secretario de la mayoría: Gary Myrick
- Secretario de la minoría: Robert M. Duncan

### Cámara de Representantes
- Capellán: Margaret G. Kibben [67]
- Directora administrativa: Catherine Szpindor [67]
- Secretario: Cheryl Johnson (hasta el 30 de junio de 2023)[67][68]
  - Kevin McCumber (interino a partir del 1 de julio de 2023)[69]
- Historiador: Matthew A. Wasniewski [70]
- Inspector general: Joseph C. Picolla [71]
- Parlamentario: Jason Smith [72]
- Asistentes de lectura: Tylease Alli (D) y Susan Cole (R)[73][74]
- Sargento de armas: William J. Walker (hasta el 7 de enero de 2023)
  - William McFarland (a partir del 7 de enero de 2023)[75]